# Ellen Grimley
Pour les articles homonymes, voir Grimley (homonymie).
 (février 2020).
Ellen « Nellie » Grimley, également connue sous le nom de Nellie Gordon (v. 1887 - 27 octobre 1960), est une syndicaliste irlandaise. 

## Jeunesse
Ellen Grimley est née Ellen Jane Whelan, très probablement à Belfast. Elle est la seule fille du commerçant John Whelan. Selon ses propres dires, Grimley grandit dans une maison confortable mais elle est consciente de la pauvreté et des privations sévères qui l'entourent. À l'âge de 11 ans, elle commence sa carrière comme travailleuse à temps partiel tout en poursuivant ses études trois jours par semaine. Plus tard, elle devient une maîtresse débobineuse, supervisant les cadres de filature à l'usine d'Owen O'Cork, Belfast.

## Carrière syndicale
Elle s'implique dans le mouvement syndical à partir de 1912 et devient membre de la branche de Belfast de l'Union des travailleuses irlandaises (IWWU). C'est par le biais du syndicat qu'elle rencontre James Connolly. Impressionné par ses manières, il lui propose un poste à plein temps en tant qu'organisatrice syndicale dans les bureaux de l'Irish Textile Workers 'Union (ITWU) à York Street. Son frère aîné l'encourage à accepter ce poste, ce qu'elle fait. Au début, elle ne touche aucun salaire, mais se forge rapidement la réputation de s'adresser à de grandes réunions publiques en tant que conférencière animée et se révèle très populaire auprès des filles d'usine. 
Connolly et d'autres membres du syndicat l'encouragent à lire plus largement, ce qui amène Grimley à devenir plus active en politique. En 1913, elle assiste au Congrès des syndicats irlandais à Cork en tant que déléguée de l'IWWU. Là, elle s'adresse à une réunion du parti travailliste à Cobh et à la plateforme ITGWU à Blackpool, Cork. Sur le chemin du retour à Belfast, elle prend la parole lors d'une réunion à Liberty Hall à Dublin. Elle parle sur la même plate-forme que Keir Hardie au Belfast Co-operative Hall, probablement en 1913. Elle fait campagne pour les travailleurs de Dublin souffrant pendant le lockout de 1913, en collectant des fonds pour eux à Belfast. Avec ses amis proches, Winifred Carney, Cathal O'Shannon et James Grimley, ils deviennent connus sous le nom de "Don't Give a Damn League", faisant référence à la citation souvent répétée de Grimley selon laquelle elle ne « s'en fout pas » si un policier est présent. En 1913, elle signe un manifeste To the Linen Slaves of Belfast, avec Carney et Connolly, qui décrit les usines de Belfast comme « des abattoirs pour les femmes et des pénitenciers pour les enfants ». À partir de 1915, elle  travaille comme visiteuse pour malades dans le système national d'assurance maladie. 

## Fin de vie
Elle épouse Joseph Gordon, un charretier de Belfast, en octobre 1906. Veuve, elle épouse ensuite James Grimley en septembre 1915. Son mari est facteur et un membre actif au sein du Parti socialiste d'Irlande, puis du parti travailliste de Belfast à partir de 1918. Après la naissance de leur premier enfant à l'été 1916, Grimley a eu moins de temps pour le mouvement syndical, et même si elle est membre de Cumann na mBan, elle ne joue pas un rôle actif dans la guerre d'indépendance. Elle tient un magasin de meubles d'occasion près de Newtonards Road, mais la famille est forcée de déménager à Dublin en 1935 après le déclenchement de la violence sectaire à Belfast. Elle et son mari étaient amis avec Ina Connolly, la fille de James Connolly. Grimley a écrit un compte rendu de son travail avec James Connolly en 1953. Le livre, Ellen Grimley (Nellie Gordon) - Reminiscences of her Work with James Connolly in Belfast, a été édité pour publication par Helga Woggon en 2000. 
Grimely meurt le 27 octobre 1960 à son domicile lors de la Glengarriff Parade, à Dublin. 